# Francena McCorory
Francena McCorory (ur. 20 października 1988 w Los Angeles) – amerykańska lekkoatletka specjalizująca się w biegu na 400 metrów.
12 stycznia 2007 ustanowiła nieoficjalny halowy rekord świata juniorów w biegu na 300 metrów (36,67). Podczas mistrzostw świata w Daegu (2011) była czwarta w biegu na 400 metrów, lecz w 2017 roku przyznano jej brązowy medal po dyskwalifikacji Anastasiji Kapaczinskiej. Wraz z koleżankami z reprezentacji wywalczyła złoto w sztafecie 4 x 400 metrów. Na igrzyskach olimpijskich w Londynie (2012) zdobyła złoto w sztafecie 4 x 400 metrów (była także 7. na 400 metrów). Halowa mistrzyni świata w biegu na 400 metrów (2014). Srebrna medalistka mistrzostw świata z Pekinu w sztafecie 4 × 400 m (2015).
Rekordy życiowe: bieg na 400 metrów – 49,48 (28 czerwca 2014, Sacramento). McCorory jest byłą halową rekordzistką USA w biegu na 400 metrów – 50,54 (13 marca 2010, Fayetteville).

## Igrzyska olimpijskie
| Miejsce | Dzień       | Rok  | Miejscowość | Konkurencja        | Czas biegu  | Strata   | Zwycięzca           |
| ------- | ----------- | ---- | ----------- | ------------------ | ----------- | -------- | ------------------- |
| 6.      | 5 sierpnia  | 2012 | Londyn      | bieg na 400 m      | 50,33 s     | + 0,78 s | Sanya Richards-Ross |
| złoto   | 11 sierpnia | 2012 | Londyn      | sztafeta 4 x 400 m | 3:16,87 min | -        | -                   |

## Mistrzostwa świata
| Miejsce | Dzień       | Rok  | Miejscowość | Konkurencja        | Czas biegu  | Strata   | Zwycięzca          |
| ------- | ----------- | ---- | ----------- | ------------------ | ----------- | -------- | ------------------ |
| [ 3 ]   | 29 sierpnia | 2011 | Daegu       | bieg na 400 m      | 50,45 s     | + 0,89 s | Amantle Montsho    |
| złoto   | 3 września  | 2011 | Daegu       | sztafeta 4 x 400 m | 3:18,09 min | -        | -                  |
| 5.      | 12 sierpnia | 2013 | Moskwa      | bieg na 400 m      | 50,68 s     | + 1,27 s | Christine Ohuruogu |
| [ 5 ]   | 17 sierpnia | 2013 | Moskwa      | sztafeta 4 x 400 m | 3:20,41 min | -        | -                  |
| srebro  | 30 sierpnia | 2015 | Pekin       | sztafeta 4 x 400 m | 3:19,44 min | + 0,31 s | Jamajka            |